# Футаба Сакура
Футаба Сакура (яп. 佐倉 双葉, кириліз.: Сакура Футаба), також відома під кодовим ім'ям Оракул (яп. ナヴィ, кириліз.: Наві) — одна з головних героїнь відеогри Persona 5 (2016), розробленої компанією Atlus. Вона є членкинею групи Примарних крадіїв сердець і виконує роль навігаторки, змінивши в цій функції Морґану. У грі та спінофах її озвучують Аой Юкі (японською) та Еріка Ліндбек (англійською).

## Вигадана біографія
На початку подій Persona 5 Футаба постає як хікікоморі — вона не відвідує школу, не виходить з дому і не має друзів. Її глибока ізоляція спричинена важкою травмою через самогубство матері, Вакаби, яка у передсмертній записці нібито поклала провину на доньку. Після смерті Вакаби Футабу взяв під опіку Соджіро Сакура, власник кафе «Леблан» і давній друг родини, який прагнув виправити власну провину за незахищеність Вакаби та врятувати дівчинку від насильницького дядька. Після низки подій Футаба звертається до головного героя, Джокера, та його групи з проханням викрасти її серце, фактично прагнучи самотерапії. Це призводить до того, що герої потрапляють до її Палацу — метафізичного простору, що символізує її внутрішній світ. Її Палац має вигляд пустельної гробниці, в якій панує когнітивна версія матері, що бажає їй смерті. Усвідомивши істинну природу обману та природу власної провини, Футаба переживає «пробудження Персони» й отримує Некрономікон як символ своєї нової сили. Вона приєднується до Примарних крадіїв і відтоді виступає як їхня аналітикина та технічна операторка, надаючи підтримку в бою з допомогою навігації та хакерських навичок. Її участь у боротьбі з фальшивими Меджедами (глобальною хактивістською групою), а також пізніше у викритті корупції в уряді Японії, робить її важливою членкинею команди. Після смерті Кунікадзу Окумури, батька нової членкині Хару, Футаба допомагає групі уникнути викриття, фальсифікувавши смерть Джокера, а також бере участь у фінальному зіткненні з головним антагоністом Масайоші Шідо. Вона також грає ключову роль у викритті змовника, який використовував ім’я Меджедів задля переслідування Примарних крадіїв.

## Розробка та образ
Персонажка була створена дизайнером серії Шіґенорі Соеджімою. Першочергово Футабу зображали з чорним волоссям у стилі субкультури ґотів, однак пізніше стиль змінили, зберігши окуляри та зачіску. Головні окуляри «примарного» костюму спочатку мали належати Анн Такамакі. Персона Некрономікон пізніше трансформується в Прометея — бога-об’єкта, що контрастує з людськими або антропоморфними Персонами інших героїв. Ліндбек, яка озвучила персонажа англійською, отримала завдання відійти від японського голосу та створити власну інтерпретацію. Вона трактувала Футабу як дівчину з рисами аутистичного спектра: емоційно нестабільну, ексцентричну, але водночас глибоко щиру. Її персонаж балансує між комічним і трагічним, між технологічною геніальністю та соціальною вразливістю. Ліндбек зазначала, що для неї ця роль була складною, оскільки «непереконливий персонаж у Persona шкодить усьому досвіду гри». Вона також підкреслювала особистий зв’язок із героїнею, адже багато людей можуть відчути себе ізольованими чи недостойними — емоції, які втілює Футаба. У Persona 5: Dancing Star Night роль Футаби фізично втілила Аюмі Міядзакі, яка детально продумала її пластику, танцювальні рухи та емоційні акценти, беручи до уваги її внутрішню історію. Через природну енергію Міядзакі іноді доводилось перезнімати сцени, оскільки її рухи були надто досконалими для фізично слабшої Футаби. Хореографія прагнула уникнути сексуалізації, натомість залишаючи рухи персонажа щирими та дитячо-незграбними.

## Появи
Футаба з’являється в основній грі Persona 5, у спінофах Persona 5 Strikers, Persona 5: Dancing in Starlight, Persona 5 Tactica, Persona 5: The Phantom X та в інших кросоверах, а також в адаптаціях — манзі, аніме, сценічних виставах і мюзиклах. Її образ став культовим — вийшли численні фігурки, включаючи серії Nendoroid, масштабні моделі, аксесуари, навушники та куртки за мотивами її вбрання. У 2023 році компанія Amakuni анонсувала нову фігуру Оракула з її Персоною Некрономікон.

## Сприйняття
З моменту появи Футаба отримала загалом позитивну реакцію. У японському опитуванні серед персонажів Persona 5 вона посіла четверте місце. Критики, зокрема Destructoid і Fanbyte, відзначали її сюжетну арку як одну з найсильніших, особливо через соціальну ізоляцію, емоційні травми та поступове відновлення. Дехто, як журналістка The Gamer Еббі Еспіріту, розглядали Футабу як рольову модель — її історія допомогла багатьом гравцям впоратись з особистими втратами та психологічною нестабільністю. Водночас деякі автори критикували можливість романтичного зв’язку між Джокером і Футабою. The Gamer називає це «незручним анімешним тропом», вказуючи, що попри формальну близькість за віком, дівчина сприймає Джокера як старшого брата. У Persona 5 Strikers ця романтична опція відсутня, що було позитивно сприйнято критиками. Її арка пробудження, в якій вона стикається з власною когнітивною матір’ю, часто вважається найсильнішою сценою гри. Її шлях до зцілення поступовий, і вона зберігає свою соціальну незграбність, але поступово вчиться будувати зв’язки з іншими. Образ Футаби також отримав аналіз у контексті японської міфології: дослідники порівнювали її з архетипом «ямамба» — відлюдниці, яку суспільство маргіналізує. Її шлях — це історія звільнення від зовнішніх нав’язувань і примирення з образом матері, яка знову постає в пам’яті не як чудовисько, а як любляча жінка.